# Acacia davyi
Acacia davyi är en ärtväxtart som beskrevs av Nicholas Edward Brown. Acacia davyi ingår i släktet akacior, och familjen ärtväxter. Inga underarter finns listade i Catalogue of Life.